# Vallée de l'Orba
Pour les articles homonymes, voir Orba.
Le Vallée de l'Orba ou Valdorba (Orbaibar en basque) est un ensemble de vallées situées près du centre géographique de la Communauté forale de Navarre. Elle est formée par les communes de Barásoain, Garínoain, Leoz, Olóriz, Orísoain, Pueyo et Unzué.
La Valdorba forme le haut bassin de la rivière Zidacos, qui traverse ce territoire du Nord au Sud. Elle est délimitée par les montagnes de San Esteban (700 m) et Alaiz (1 100 m), au Nord, Izko (1 000 m) au Nord-Est, Uzquita (1 000 m) et Guerinda (1 000 - 650 m) l'Est et le Sud, Montagne Busquil (650 m) et une succession de collines d'altitude légèrement supérieure aux 600 m à l'Ouest. Au Sud-Ouest délimitent le bassin de petites collines les alentours de Tafalla.
La vallée de Valdorba a un grand intérêt paysager et naturel : en étant située dans la confluence de plusieurs influences climatiques, son paysage, clairement Méditerranéen, est nuancé par des caractéristiques cantabriques et, dans une moindre mesure, pyrénéennes.